# Plexuri venoase vertebrale externe

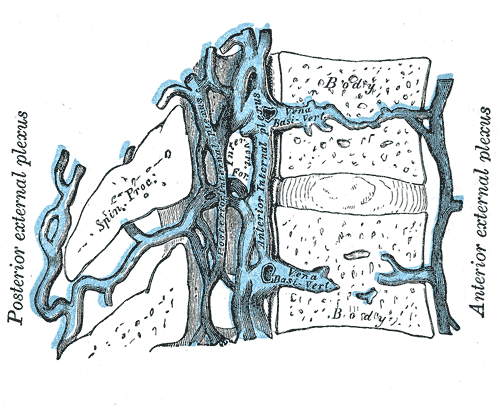
Secțiune medio-sagitală a două vertebre toracice, evidențiind plexurile venoase vertebrale

Plexurile venoase vertebrale externe (vene extraspinale), fiind cel mai bine evidențiate în regiunea cervicală, sunt formate din plexurile anterioare și posterioare care se anastomozează liber unele cu altele. 
- Plexurile exterioare anterioare se află în fața corpurilor vertebrelor, comunică cu venele bazivertebrale și intervertebrale și primesc afluenți de la corpurile vertebrale .
- Plexurile exterioare posterioare sunt plasate parțial pe suprafețele posterioare ale arcadelor vertebrale și procesele lor, și parțial între mușchii dorsali profunzi.

Ele sunt cel mai bine dezvoltate în regiunea cervicală, iar acolo sunt anastomozate cu venele vertebrale cervicale, occipitale și profunde . 